# 진주 (1992년)
진주(1992년 4월 22일 ~)는 대한민국의 가수다. 2015년 디지털 싱글 앨범 [이제 행복하자]로 데뷔했다.

## 방송
- 스타 오디션 위대한 탄생 2 (2011) - Top34
- 슈퍼스타K 7 (2015) - Top26
- 히든싱어 5 (2018) - 린 편 6위

## 공연
- 현진주 콘서트 "끝이 아닌 시작" - 대전 (2020)
- 현진주 연말 콘서트 (2021)

## 경력
- 구세군 홍보대사 (2016)